# Дипломатически мисии на Замбия
Това е списък на дипломатическите мисии (без почетните консулства) на Замбия в света.

## Европа
- Белгия
  - Брюксел (посолство)
- Великобритания
  - Лондон (High Commission)
- Германия
  - Берлин (посолство)
- Италия
  - Рим (посолство)
- Русия
  - Москва (посолство)
- Франция
  - Париж (посолство)
- Швеция
  - Стокхолм (посолство)

## Северна Америка
- Канада
  - Отава (High Commission)
- САЩ
  - Вашингтон (посолство)

## Африка
- Ангола
  - Луанда (посолство)
- Ботсвана
  - Габороне (High Commission)
- Демократична република Конго
  - Киншаса (посолство)
- Египет
  - Кайро (посолство)
- Етиопия
  - Адис Абеба (посолство)
- Зимбабве
  - Хараре (посолство)
- Кения
  - Найроби (High Commission)
- Либия
  - Триполи (посолство)
- Малави
  - Лилонгве (High Commission)
- Мозамбик
  - Мапуто (High Commission)
- Намибия
  - Виндхук (High Commission)
- Нигерия
  - Абуджа (High Commission)
- Танзания
  - дар ес Салаам (High Commission)
- ЮАР
  - Претория (High Commission)

## Азия
- Индия
  - Ню Делхи (High Commission)
- Китай
  - Пекин (посолство)
- Япония
  - Токио (посолство)

## Междудържавни организации
- - Адис Абеба – Африкански съюз
  - Брюксел – Европейски съюз
  - Женева – Организация на обединените нации
  - Ню Йорк – Организация на обединените нации